# Gyula Takács
Gyula Takács, madžarski rokometaš, * 4. september 1914, † 4. september 2007.
Leta 1936 je na poletnih olimpijskih igrah v Berlinu v sestavi madžarske rokometne reprezentance osvojil četrto mesto.